# Never Shout Never
NeverShoutNever – amerykański zespół akustyczny. Zespół tworzą: Christofer Ingle, Caleb Denison, Nathan Ellison, Taylor MacFee, Dustin Dobernig, Hayden Kaiser.

## Dyskografia
Albumy
1. What Is Love? (26 stycznia 2010)
2. Harmony (24 sierpnia 2010)
3. Time Travel (20 września 2011)[1]
4. Indigo (13 listopada 2012)[2][3]
5. Sunflower (2013)
6. Recycled Youth Vol. 1 (2015)
7. Black Cat (2015)

EP
1. demo-shmemo (29 lutego 2008)
2. The Yippee EP (July 29, 2008) Yippee EP (29 lipca 2008)
3. Me & My Uke EP (January 27, 2009) Me & My Uke EP (27 stycznia 2009)
4. The Summer EP (June 23, 2009) US #57 [ 27 ] Lato Parlamentu Europejskiego (23 czerwca 2009) US # 57 [27]
5. Never Shout Never – EP (December 8, 2009) Never Shout Never – EP (8 grudnia 2009)

Single
1. „Bigcitydreams” (sierpień 2008) Hot 100 Singles Sales # 1 [28]
2. „30days” (November 17, 2008) „30 dni” (17 listopada 2008)
3. „Happy” (March 3, 2009) „Happy” (3 marca 2009)
4. „Trouble” Hot 100 Singles Sales #5 [ 29 ] „Trouble” Hot 100 Singles Sales # 5 [29]
5. „What is Love?” [ 30 ] „What Is Love?” [30]
6. „I Love You 5”
7. „Can't Stand It”
8. „Coffee and Cigarettes